# Sumio Endō
Sumio Endō (jap. 遠藤 純男 Endō Sumio; ur. 3 października 1950 w KōriyamIe) – japoński judoka. Brązowy medalista olimpijski z Montrealu 1976, w wadze ciężkiej.
Mistrz świata w 1975 i 1979. Mistrz Azji w 1974 roku.

## Letnie Igrzyska Olimpijskie 1976
| Konkurencja | Eliminacje               | Repasaże             | Repasaże                  | Finały               | Klas. końcowa |
| Konkurencja | Przeciwnik I             | Przeciwnik I         | Przeciwnik II             | o 3 miejsce          | Miejsce       |
| ----------- | ------------------------ | -------------------- | ------------------------- | -------------------- | ------------- |
| +93 kg      | Siergiej Nowikow (USR) P | Pak Jong-gil (PRK) Z | Radomir Kovačević (YUG) Z | Keith Remfry (GBR) Z | 3.            |